# Tour d'Algérie 1951
Le Tour d'Algérie 1951 est organisé, comme en 1950, sous le nom de Tour d'Afrique du Nord  Il parcourt essentiellement le territoire des départements français algériens, mais il fait étape en Tunisie. Il se termine le 17 mars. Le vainqueur est le Belge André Rosseel. Parmi les quinze premiers du classement final figurent les coureurs algériens Ahmed Kebaïli, 9e et vainqueur d'une étape et Marcel Zélasco, 13e.

## Parcours
La course se dispute sur un circuit découpé en cinq étapes allant d'Alger vers Blida pour une distance totale de 2,231 kilomètres. Le peloton passe par Blida, Bou Saâda, Sétif, Constantine, Bône, Bizerte, Tunis, Aïn Draham, Philippeville et enfin Bougie jusqu'à l'arrivée à Alger.
| Étape     | Date    | Villes étapes              |                 | Distance (km)    | Vainqueur d’étape | Leader du classement général |
| --------- | ------- | -------------------------- | --------------- | ---------------- | ----------------- | ---------------------------- |
| 1re étape | 6 mars  | Alger - Blida              | Étape vallonnée | 187              | Attilio Redolfi   |                              |
| 2e étape  | 7 mars  | Blida - Bou Saâda          | Étape vallonnée | 253              | André Rosseel     |                              |
| 3e étape  | 8 mars  | Bou Saâda - Sétif          | Étape vallonnée | 178              | André Rosseel     |                              |
| 4e étape  | 9 mars  | Sétif - Constantine        | Étape vallonnée | 127              | Robert Varnajo    |                              |
| 5e étape  | 10 mars | Constantine - Bône         | Étape vallonnée | 196              | Robert Varnajo    |                              |
| 6e étape  | 11 mars | Bône - Bizerte             | Étape vallonnée | 256              | Angelo Menon      |                              |
|           | 12 mars | Bizerte                    | Jour de repos   | Journée de repos | Journée de repos  | Journée de repos             |
| 7e étape  | 13 mars | Bizerte - Tunis            | Étape vallonnée | 142              | Jean Baldassari   |                              |
| 8e étape  | 14 mars | Tunis - Aïn Draham         | Étape vallonnée | 195              | Angelo Menon      |                              |
| 9e étape  | 15 mars | Aïn Draham - Philippeville | Étape vallonnée | 208              | Pierre Gaudot     |                              |
| 10e étape | 16 mars | Philippeville - Bougie     | Étape vallonnée | 257              | Ahmed Kebaïli     |                              |
| 11e étape | 17 mars | Bougie - Alger             | Étape vallonnée | 232              | Robert Desbats    |                              |

## Le classement final
| Classement | Classement          | Classement | Classement            | Classement         |
|            | Coureur             | Pays       | Équipe                | Temps              |
| ---------- | ------------------- | ---------- | --------------------- | ------------------ |
| 1er        | André Rosseel       | Belgique   | Terrot                | en 64 h 4 min 31 s |
| 2e         | Maurice Quentin     | France     | Alcyon - La Française | + 3 min 56 s       |
| 3e         | Robert Varnajo      | France     | Gitane - Hutchinson   | + 7 min 21 s       |
| 4e         | Édouard Fachleitner | France     | France Sport - Dunlop | + 7 min 34 s       |
| 5e         | Jean Dotto          | France     | France Sport - Dunlop | + 8 min 43 s       |
| 6e         | Jean Baldassari     | France     | Mercier               | + 10 min 32 s      |
| 7e         | Georges Meunier     | France     | La Perle              | + 16 min 29 s      |
| 8e         | Angelo Menon        | Italie     | Vampire-Sterling      | + 19 min 46 s      |
| 9e         | Ahmed Kebaïli       | France     | Terrot                | + 33 min 47 s      |
| 10e        | Édouard Klabinski   | Pologne    | Mercier               | + 37 min 32 s      |
| 11e        | Omer Braeckeveldt   | Belgique   | Terrot                | + 53 min 38 s      |
| 12e        | Jean Guéguen        | France     | Gitane                | + 1 h 1 min 5 s    |
| 13e        | Marcel Zélasco      | France     | Gitane                | + 1 h 10 min 22 s  |
| 14e        | Galliano Pividori   | Italie     | Vampire-Sterling      | + 1 h 21 min 8 s   |
| 15e        | Henri Massal        | France     | France Sport          | + 1 h 24 min 17 s  |
| 16e        | Max Charroin        | France     | Terrot                | + 1 h 32 min 43 s  |
| 17e        | Lucien Lazaridès    | France     | France Sport          | + 1 h 32 min 51 s  |
| 18e        | Abdel-Kader Zaaf    | France     | Terrot                | + 1 h 43 min 3 s   |
| 19e        | Norbert Callens     | France     | Terrot                | + 1 h 43 min 48 s  |
| 20e        | Ahmed Chibane       | France     | France Sport          | + 1 h 46 min 41 s  |
| 21e        | Raymond Scardin     | France     | Alcyon                | + 1 h 50 min 25 s  |
| 22e        | Robert Desbats      | France     | Mercier               | + 2 h 6 min 3 s    |
| 23e        | Marcel Molinès      | France     | Inter-Marques         | + 2 h 7 min 34 s   |
| 24e        | Abdel-Kader Abbes   | France     | Mercier               | + 2 h 14 min 38 s  |
| 25e        | Edward Van Dyck     | Belgique   | Terrot                | + 2 h 20 min 21 s  |
| modifier   |                     |            |                       |                    |